# Parafia św. Ottona w Kostkowie
Parafia Świętego Ottona w Kostkowie – parafia rzymskokatolicka, znajdująca się w diecezji pelplińskiej, w dekanacie Gniewino.